# إعصار ميتش
إعصار ميتش إعصار بحري من الدرجة الخامسة دمر هندوراس ونيكاراغوا وغواتيمالا والسلفادور وشبه جزيرة يوكاتان وجنوبي فلوريدا بين 22 أكتوبر 1998 و9 نوفمبر 1998 وأحدث الإعصار فيضانات وانهيارات إرضية في هندوراس ونيكاراغوا والسلفادور وشبه جزيرة يوكاتان سببت مقتل 18 ألف شخص أما ألف و325 شخصا في جنوبي فلوريدا وهندوراس ونيكاراغوا فقد ماتوا بسبب الرياح والأمواج ومعظم مناطق هندوراس ونيكاراغوا دمرت بسبب الرياح والأمواج أما بقية المناطق فقد دمرت كليا بسبب الأمطار وقد سببت الأمطار انهيار نصف هضاب وجبال هندوراس ونيكاراغوا والسلفادور وكانت إعصار ميتش يظهر قوة أمطار الأعاصير البحرية الذي يعد من ترسانات الأعاصير البحرية وما من إعصار بحري تفوق عليه في العدد الكبير من الضحايا والجرحي.